# Tori Kelly
Victoria Loren Kelly, mer känd som Tori Kelly, född 14 december 1992 i Wildomar, Kalifornien, är en amerikansk sångerska, låtskrivare, skådespelerska och musikproducent. Hon började sin karriär som tonåring genom att lägga upp videor på Youtube och medverkade senare 2010 i den nionde säsongen av TV-programmet American Idol.